# Premchand
Premchand, más conocido como Munshi Premchand —Munshi es un prefijo honorario— (en hindi: मुंशी प्रेमचंद; 31 de julio de 1880–8 de octubre de 1936), fue un escritor de literatura moderna hindi-urdu. En India, en general es reconocido como el escritor Hindi-Urdu más destacado de comienzos del siglo XX.

## Cuentos famosos
- Panch Parameshvar
- Idgah
- Mantra
- Nashaa
- Shatranj ke Khiladi
- Poos ki Raat
- Atmaram
- Boodhi Kaki
- Bade Bhaisahab
- BadenGhar ki Beti
- Kafan
- Dikri Ke Rupai
- Udhar Ki Ghadi
- Namak Ka Daroga
- Panch Fool
- Prem Purnima
- Ram Katha
- Jurmana
- El fantasma de la noche

## Novelas
- Gaban
- Bazaar-e-Husn o Seva Sadan. Bazaar-e-Husn fue la primera novela importante de Premchand; Escrita originalmente en Urdu con el título Bazaar-e-Husn, fue publicada en Hindi en 1919 con el título Seva Sadan (es decir: La casa de Servicio).[2]
- Godaan
- Karmabhoomi
- Kaayakalp
- Manorama
- Mangalsootra  incompleta
- Nirmala
- Pratigya
- Premashram
- Rangbhoomi
- Vardaan
- Prema

## Obras de teatro
- Karbala

## Adaptación de obras de Premchand
Satyajit Ray filmó dos de las obras de Premchand– Sadgati y Shatranj Ke Khiladi. Sadgati (Salvación) es un cuento corto que trata del pobre Dukhi, que fallece de agotamiento mientras recoge madera. Shatranj ke Khiladi (Los jugadores de ajedrez) trata sobre la decadencia de nawabi Lucknow, donde la obsesión con un juego consume a los jugadores, haciendo que se olviden de sus responsabilidades en el medio de una crisis.
Sevasadan (publicada en 1918) fue filmada con M.S. Subbulakshmi en el papel protagónico. La novela está ambientada en Varanasi, la ciudad santa de los hindúes. Sevasadan ("Casa de Servicio") es un instituto construido para las hijas de las cortesanas. La protagonista de la novela es una niña hermosa, inteligente y talentosa llamada Suman. Ella es de la casta superior. Se encuentra casada con un hombre de mucho mayor edad que además es un tirano. Ella se da cuenta de que un matrimonio sin amor se asemeja a la prostitución excepto que solo se tiene un cliente. Bholi, una cortesana, vive enfrente de Suman. Suman se da cuenta de que Bholi se encuentra "fuera del purdah" (o sea sin velo o reclusión), mientras que ella se encuentra "dentro de él". Suman deja a su esposo y se convierte en una exitosa dama de compañía de hombres. Pero luego de un breve período de éxito, termina convirtiéndose en la víctima de un drama político en el que participan autoproclamados reformadores sociales hindúes y moralistas.

### Películas y series de TV
- Mazdoor  (1934)
- Seva Sadan  (1938) (basada en la novela Bazaar-e-Husn)
- Mazdoor (1945).[3]
- Heera Moti (1959), basada en el cuento corto, Do Bailon ki Kahani
- Godaan  (1963)
- Gaban  (1966)
- Sadgati  (1981) (TV)
- Shatranj Ke Khiladi  (1977)
- Godhuli  (1977)
- Oka Oori Katha, basada en el cuento Kafan (1977)
- Nirmala  (TV Series, 1980s)
- Tahreer: Munshi Premchand ki  (Doordarshan 2006, Director - Gulzar)[3]